# Herbert Kegel
Pour les articles homonymes, voir Kegel.
Herbert Kegel, né le 29 juillet 1920 à Dresde et mort le 20 novembre 1990 dans la même ville, est un chef d'orchestre allemand.

## Biographie
Herbert Kegel a étudié de 1935 à 1940 au Conservatoire de Dresde la direction d'orchestre avec Ernst Hintze et Karl Böhm, la direction de chœur avec Alfred Stier, la composition avec Boris Blacher. De 1946 à 1949 il a été chef d'orchestre à Pirna et au théâtre populaire de Rostock avant d'entamer, en 1949, une collaboration avec la radio qui a duré 10 ans. De 1949 à 1978 il a dirigé le chœur de la radio de Leipzig, de 1949 à 1953 celui du Grand orchestre de la radio de Leipzig, dont il a été chef d'orchestre de 1953 à 1960. De 1960 à 1978 il a été chef d'orchestre principal de l'orchestre symphonique de la radio de Leipzig, dont il est resté dirigeant d'honneur. En 1958 Herbert Kegel a reçu le titre de directeur général de la musique. De 1975 à 1978 il a travaillé comme professeur à l'École supérieure de musique et de théâtre Felix Mendelssohn Bartholdy de Leipzig. De 1977 à 1985 il a dirigé la Philharmonie de Dresde. Après 1980, il a donné des cours de maitrise à l'École supérieure de musique Carl Maria von Weber de Dresde. 
Herbert Kegel a dirigé de nombreuses œuvres de musique classique et contemporaine pour la radiodiffusion et a enregistré pour des labels allemands et étrangers. Avec les ensembles de la radiodiffusion de Leipzig aussi bien qu'avec d'autres orchestres et chœurs, comme la Philharmonie de Dresde, il a donné des concerts dans la plupart des pays européens, en Amérique du Sud et au Japon, pays dans lequel il a connu une popularité extraordinaire. En outre il a été chef invité à la Staatsoper Unter den Linden de Berlin, à l'opéra de Leipzig et à la Semperoper de Dresde.
Son indépendance à l'égard de la politique musicale officielle et son goût pour la musique contemporaine rendent ses relations avec le régime communiste difficiles. Il est mis à la retraite d'office à l'âge de 65 ans.
Herbert Kegel a été marié avec la soprano italienne Celestina Casapietra de 1966 à 1983. Le chanteur, présentateur et acteur Björn Casapietra, né en 1970, est leur fils. 
Herbert Kegel s'est donné la mort le 20 novembre 1990.

## Sa contribution à la musique
Les principaux apports d'Herbert Kegel se trouvent dans son interprétation des œuvres de musique contemporaine. Plusieurs compositeurs du XXe siècle lui doivent des créations de leurs œuvres : c'est le cas de Paul Dessau, de Rudolf Wagner-Régeny (en), de Friedrich Schenker (en) et de Friedrich Goldmann. En outre, il s'est appuyé pour des créations pour la radio sur des œuvres de compositeurs renommés au niveau international comme Hanns Eisler,  Igor Stravinsky, Bohuslav Martinů (« Lidiče »), Carl Orff, Arnold Schönberg (« Un survivant de Varsovie »), Hans Werner Henze («Le radeau de la Méduse»), Benjamin Britten, Luigi Nono (« Epitaphe sur Federico García Lorca »), Witold Lutosławski, Mikis Theodorakis et Krzysztof Penderecki. Il a développé la chorale de la Radiodiffusion de Leipzig pour la mener à un niveau qui en fait une des meilleures maitrises européennes capable de chanter les œuvres contemporaines les plus complexes. Ses enregistrements pour la radio et les disques documentent trente ans de culture musicale allemande et sont en même temps l'expression d'une grande conviction humaniste et d'une grande maîtrise artistique.  Son dernier enregistrement est le War Requiem de Benjamin Britten.

## Discographie
(Sélection alphabétique classée par compositeur)
OSRL = Orchestre symphonique de la radio de Leipzig
CRL = Chœur de la radio de Leipzig
CRB = Chœur de la radio de Berlin
PhD = Philharmonie de Dresde
- Béla Bartók : Concerto pour orchestre - OSRL / 1972
- Ludwig van Beethoven : Intégrale des Symphonies - PhD / 1983 Capricio
- Beethoven : Symphonie no 2 - OSRL / 1973
- Beethoven : Symphonie no 3 - OSRL / 1975
- Beethoven : Symphonie no 5 - OSRL / 1982 / Live aus dem Konzerthaus Berlin
- Beethoven : Symphonie no 5 - PhD / 1989 / Live aus Tokio
- Beethoven : Symphonie no 6 - PhD / 1989 / Live aus Tokio
- Beethoven : Symphonie no 7 - Staatskapelle de Dresde / 1969
- Beethoven : Symphonie no 8 - OSRL / 1974
- Beethoven : Symphonie no 9 - OSRL / Casapietra / Burmeister / Büchner / Adam / 1973
- Beethoven : Ouverture d'Egmont - PhD / 1989
- Beethoven : Messe en ut majeur - Orchestre du Gewandhaus de Leipzig / Kuhse / Burmeister / Schreier / Adam / 1968
- Beethoven : Triple concerto pour piano, violon, violoncelle et orchestre et Fantaisie pour piano, chœurs et orchestre - PhD / Rösel / Funke / Timm / 1986
- Hector Berlioz : Symphonie fantastique - PhD / 1984
- Alban Berg : Wozzeck - OSRL / CRL / Adam / Schröter / Goldberg / 1973
- Georges Bizet : Carmen (en allemand) - OSRL / Apreck / Lauhöfer / Neukirch / Leib / Klemm / Aderhold / Cervena / Kehl / 1960
- Boris Blacher : Le Grand inquisiteur - PhD / CRL / Nimsgren / 1985
- Johannes Brahms : Concerto pour piano et orchestre no 2, B-Dur - PhD / Schmidt / 1979
- Brahms : Requiem allemand - OSRL / CRL / Häggander / Lorenz / 1985
- Benjamin Britten : War Requiem - PhD / CRL / Dresdner Kapellknaben / Lövaas / Roden / Adam / 1989
- Anton Bruckner : Symphonie no 3 (Version 1888/89) - Gewandhausorchester Leipzig / 1986
- Bruckner : Symphonie no 8 - OSRL / 1975
- Bruckner : Te Deum - OSRL / CRL / Andor / Burmeister / Büchner / Vogel / 1979
- Dimitri Chostakovitch : Symphonie no 5 - OSRL / 1980
- Chostakovitch : Symphonie no 7 Leningrad - OSRL / 1972
- Paul Dessau : La Condamnation de Lucullus (Die Verurteilung des Lukullus) - OSRL / CRL / Rundfunkkinderchor Leipzig / Melchert / Krahmer / Schreier / Rotzsch / Burmeister / Anders / Wenglor / 1964
- Antonín Dvořák : Chants bibliques - PhD / Adam / 1988
- Dvořák : Requiem - OSRL / CRL / CRB / Casapietra / Burmeister / Schreier / Adam / 1988
- Manuel de Falla : Danse rituelle du feu tirée de L'Amour sorcier - PhD / 1986
- Joseph Haydn : Les Saisons - OSRL / CRL / Stolte / Schreier / Adam / 1971
- Paul Hindemith : Nobilissima visione - PhD / 1980
- Hindemith : Pittsburgh Symphony - PhD / 1985
- Hindemith : Symphonie Harmonie du monde - PhD / 1984
- Hindemith : Symphonie Mathis le peintre - PhD / 1980
- Hindemith : Symphonia serena - PhD / 1982
- Ruggero Leoncavallo : Intermezzo tiré de Paillasse - PhD / 1987
- Gustav Mahler : Symphonie no 1 - PhD / 1979
- Mahler : Symphonie no 4 - OSRL / Casapietra / 1978
- Mahler : Le Chant plaintif - OSRL / CRL / Hajossyova / Lang / Korondi / Kurth / 198
- Felix Mendelssohn : Concerto pour piano et orchestre a-moll - OSRL / Stöckigt / 1985
- Wolfgang Amadeus Mozart : Missa brevis d-moll, KV 65, no 2 - OSRL / Donath / Meikert / Heilmann / Schmidt / 1987
- Mozart : Messe en ut majeur, KV 167 - OSRL / Donath / Meikert / Heilmann / Schmidt / 1987
- Mozart : Symphonie no 40 g-moll, KV 550 - OSRL / "Live" au Gewandhaus de Leipzig / 1987
- Luigi Nono : Epitaffio no 1 und 3 - OSRL / 1977
- Carl Orff : Carmina Burana, Catulli Carmina et Trionfo di Afrodite - OSRL / CRL / Casapietra / Hiestermann / Stryczek / Nahwe / Krahmer / Büchner / Süß / 1971-1975
- Orff : La Lune et La Finaude - OSRL / Stryczek / Süß / Falewicz / Friedrich / Büchner / Lorenz / Neukirch / Hellmich / Polster / 1978-80)
- Sergueï Prokofiev : Pierre et le loup - Staatskapelle Dresden / Rolf Ludwig, récitant
- Giacomo Puccini : Gianni Schicchi - OSRL / Rupf / Tomowa-Sintow / Teodorian / Härtel / Polster / Burmeister / 1973
- Maurice Ravel : Boléro - OSRL / 1985
- Arnold Schönberg : Moïse et Aaron - OSRL / CRL / Haseleu / Goldberg / Krahmer / Pohl / Ude / Polster / Stryczek / 1978
- Schönberg : Gurre-Lieder - PhD / Mitgl des OSRL / CRL / CRB / Prager Männerchor / Bundschuh / Lang / Jung / Appel / Cold / Westphal / 1986
- Franz Schubert : Messe G-Dur - OSRL / Stolte / Weimann / Leib / 1979
- Schubert : Stabat Mater - OSRL / Hajossyova / Büchner / Polster / 1986
- Sibelius: Symphonie n° 4, opus 63 - OSRL, 1969.
- Igor Stravinsky : Concerto en mi bémol Dumberton Oaks - OSRL / Olbertz / 1973
- Mikis Theodorakis : Symphonie no 7 Le Printemps - PhD / Radiochor Prag / Lövaas / Madjarova / Larinas / Emmerlich / 1987
- Richard Wagner : Parsifal - OSRL / CRL / CRB / Thomanerchor Leipzig / Kollo / Adam / Cold / Bunger / Breul / Pohl / 1975

## Distinction
- Prix national de la République démocratique allemande
- En 1974, ordre du Mérite patriotique (Vaterländischer Verdienstorden), section « Argent ».